# Bruno Leuzinger
Pour les articles homonymes, voir Leuzinger.
Bruno Leuzinger (né le 6 janvier 1886 à Château-d'Œx, mort le 23 décembre 1952) est un joueur professionnel suisse de hockey sur glace.

## Carrière
Bruno Leuzinger, médecin dentiste, fait toute sa carrière au Hockey Club Château-d'Œx dont il est le fondateur en janvier 1919. Le club participe au championnat de Suisse l'année suivante et est vainqueur du championnat international en 1922 et 1924.
Bruno Leuzinger fait partie de l'équipe de Suisse aux Jeux olympiques de 1920 à Anvers et aux Jeux olympiques de 1924 à Chamonix.
En plus de sa carrière de joueur, il est en 1921 président de la Fédération suisse et arbitre.